# Champagne-sur-Seine
Champagne-sur-Seine är en kommun i departementet Seine-et-Marne i regionen Île-de-France i norra Frankrike. Kommunen ligger i kantonen Moret-sur-Loing som tillhör arrondissementet Fontainebleau. År 2022 hade Champagne-sur-Seine 6 491 invånare.

## Befolkningsutveckling
Antalet invånare i kommunen Champagne-sur-Seine
| Referens: INSEE |